# Kammerkonzert
Il Kammerkonzert für Klavier und Geige mit 13 Bläsern (Concerto da camera per pianoforte e violino con 13 strumenti a fiato) è una composizione di Alban Berg, l'ultima in ordine cronologico prima dell'adozione della tecnica dodecafonica da parte del compositore austriaco.
Il lavoro è strutturato in tre movimenti:
- Thema scherzoso con variazioni: Motto - Thema scherzoso - Variation I - Variation II (langsames Walzertempo) - Variation III (kräftig bewegt) - Variation IV (sehr rasch) - Variation V (tempo I) -
- Adagio
- Rondò ritmico con introduzione (cadenza): Introduzione - Rondò ritmico - Coda.

L'occasione concreta per la composizione del concerto fu il cinquantesimo compleanno di Arnold Schönberg; Berg ne approfittò per comporre un manifesto musicale della collaborazione e dell'amicizia dei tre maggiori esponenti della Seconda Scuola di Vienna (Schönberg, Berg, Webern). Infatti il motto, che funge da introduzione al primo movimento, è composto da tre temi ("la, re, mi bemolle, do, si, si bemolle, mi, sol", "la, mi, si bemolle, mi", "la, si bemolle, la, si bemolle, mi, sol"), le cui note trasposte nella notazione tedesca sono: ArnolD SCHönBErG, Anton WEBErn, AlBAn BErG.
Il lavoro fu composto tra il 1923 e il 1925.